# 시바사키 코우
시바사키 코우(일본어: 柴咲 コウ, 1981년 8월 5일 ~ )는 일본의 배우, 가수이다.
도쿄도 도시마구 출생. 레트로와글라스 주식회사 소속.

## 내력
14세 때 친구와 이케부쿠로의 선샤인 시티를 걷고 있던 도중 스타더스트 프로모션에 스카우트된다.
데뷔는 1998년에 방송된 선전 프로그램 《구락부 6》 (TBS).

## 인물·에피소드
- 어릴 적에는, 보모나 꽃집 주인이 되고 싶었다[4].
- 중학생 시절에는, 배구부에 소속. 포지션은 〈어택커〉[5].
- 낫토와 우메보시가 좋아하는 음식. 또한 토마토와 마파두부를 좋아함.
- 달을 바라보는 것을 좋아함.
- 요리를 좋아한다. 연말연시에 오세치를 직접 만들 정도로 요리를 좋아하며, 또한 요리를 잘하는 편이다.
- 독서를 좋아하고, 블로그나 라이브 등에서 〈추천의 책〉을 소개하기도 한다.
- 시력이 나쁘다.
- 낯가림이 심하다.
- 블로그에서도 종종 등장하는, 〈아논〉과 〈타닌〉이라고 하는 2마리의 고양이를 친가에서, 〈노에루〉와 〈루나〉라고 하는 2마리의 고양이를 자신의 집에서 기르고 있다. 총 4마리.

### 교우 관계
- 《배틀 로얄》에서 공동 출연한 나가타 안나, 세키구치 마이, 츠카모토 타카시와는 지금도 친교가 있다. 특히 나가타는 16세부터 친구. 세키구치와는 가족 모두의 교제이다.
- 《오렌지 데이즈》에서 공동 출연한 〈오렌지 회〉의 4명과 지금도 사이가 좋다. 특히 시라이시 미호와는, 〈아가씨 회〉라는 것을 만들고 있어, 또, 시바사키가 라이브를 실시했을 때는 반드시 달려오고 있다.
- 영화 감독 유키사다 이사오와는 《GO》부터 친교가 있다.
- 사무소의 선배이기도 한 타케우치 유코와는, 둘이서 식사하러 가는 사이이다. 또, 19th 싱글 〈EUPHORIA〉의 PV에는 타케우치가 우정 출연하고 있다. LIVE에도 달려오고 있다.
- 《갈릴레오》에서 공동 출연한 히로스에 료코와는, 우연히 늘 가는 초밥집이 같았던 일도 있어 사이가 좋아진다.
- 《갈릴레오》나 《용의자 X의 헌신》 등에서 공동 출연한 후쿠야마 마사하루, 키타무라 카즈키, 츠츠미 신이치의 3명과는, 가라오케나 식사하러 갈 정도의 사이.
- 에이쿠라 나나나 나가사와 마사미, 스즈키 사와, 사토 류타, 아마미 유키 등, 《우리 집의 역사》의 공연자와는 방송 종료한 지금도 진짜 가족처럼 사이가 좋고, 교우는 계속되고 있다.

## 출연

### 영화
- 동경공략 (2000년) - 유미 역
- 동경 쓰레기 여자 (2000년, 시네로켓) - 쿄코 역
- 배틀 로얄 (2000년 12월 16일, 토에이) - 소마 미츠코 역
- 배틀 로얄 ~특별편~ (2001년 4월 7일, 토에이) - 소마 미츠코 역
- 달려라! 이치로 (2001년 4월 28일, 토에이) - 나카지마 미호 역
- GO (2001년 10월 20일, 토에이) - 사쿠라이 역
- 허수아비 KAKASHI (2001년 6월 16일, 마이픽) - 타카모리 이즈미역
- Soundtrack (2001년, 가가 커뮤니케이션즈) - 미사(美砂)·미사(ミサ) 역 (2역)
- 화장사 KEWAISHI (2002년 2월 9일, 토에이) - 나카츠 코요루 역
- DRIVE (2002년 8월 24일, 토호) - 사카이 스미레 역 (오후 1시의 여성) (주연)
- 환생 (2003년 1월 18일, 토호) - RUI 역 ※크레딧에는 〈RUI〉, 주제가 담당
- 착신아리 (2004년 1월 17일, 토호) - 유미 역 (주연) ※주제가 담당
- 전설의 와니 제이크 (2004년 2월 7일, 슬로 러너)
- 세상의 중심에서, 사랑을 외치다 (2004년 5월 8일, 토호) - 후지무라 리츠코 역 (주연)
- 메종 드 히미코 (2005년 8월 27일, 아스믹 에이스 엔터테인먼트) - 사오리 역 (주연)
- 머리카락으로부터 시작하는 이야기 (2005년, KOSE) - (주연) ※WEB 전달
- 현청의 별 (2006년 2월 25일, 토호) - 니노미야 아키 역 (주연)
- 혐오스런 마츠코의 일생 (2006년 5월 27일, 토호) - 와타나베 아스카 역
- 일본 침몰 (2006년 7월 15일, 토호) - 아베 레이코 역
- 패스트 & 퓨리어스 X3 TOKYO DRIFT (2006년 9월 16일, UIP) - 카메오 출연
- 도로로 (2007년 1월 27일, 토호) - 도로로 역 (주연)
- 마이코Haaaan!!! (2007년 6월 16일, 토호) - 오오사와 후지코 역
- 소림소녀 (2008년 4월 26일, 토호) - 린 역 (주연)
- 용의자 X의 헌신 (2008년 10월 4일, 토호) - 우츠미 카오루 역
- 달팽이 식당 (2010년 2월 6일, 토호) - 린코 역
- 오오쿠 (2010년 10월 1일, 쇼치쿠/아스믹 에이스) - 토쿠가와 요시무네 역
- 결혼하지 않아도 괜찮을까 (2013년 3월 2일, 스루키토스) - 모리모토 요시코 역 (주연)
- 47RONIN (2013년, 할리우드 영화) - 미카 역
- 청천벽력 (2014년 5월 24일, 토호) - 하나무라 에츠코 역
- 식녀 -쿠이메- (2014년 8월 23일, 토에이) - 고토 미유키·오이와 역 (2역)
- 노부나가 콘체르토 (2016년 1월 23일, 토호) - 키쵸 역
- 고양이와 할아버지 (2019년 2월 22일) - 미치코 역
- 미스터리라 하지 말지어다 (2023년 9월 15일, 토호) - 아카미네 유라 역

### 극장 애니메이션
- 진구세주전설 북두의 권 라오우전 순애의 장 (2006년 3월 11일, 토호) - 레이나 역
- 명탐정 코난 절해의 탐정 (2013년 4월 20일, 토호) - 후지이 나나미 (특별 출연) ※주제가 담당
- 명탐정 코난: 이차원의 저격수 (2014년 4월 19일, 토호) - ※주제가 담당
- 그대들은 어떻게 살 것인가 (2023년 7월 14일, 스튜디오 지브리) - 기리코 역

### 드라마
- shin-D 데바가메~소프트 믹스~ (1999년, 닛폰 TV)
- L×I×V×E (1999년, TBS) - 타니구치 쇼코 역
- P.S.건강합니다, 슌페이 (1999년, TBS)
- 무서운 동화 〈라푼젤〉 (1999년, TBS)
- 나쁜 여자 〈지옥에의 칵테일〉 (1999년, TBS) - 바텐더 역 (주연)
- Lucky! (1999년 12월 25일, 나고야 TV) - 후배 OL 역
- 나쁜 여자 〈루즈 삭스 형사〉 (2000년, TBS) - 여배우 역
- 블랙 잭 (2000년 3월 31일, TBS) - 토야마 케이코 역
- 어나더 헤븐 eclipse~ (2000년, TV 아사히) - 키우치 루미 역
- 전설의 교사 (2000년, 닛폰 TV) - 리에 역
- 화요 서스펜스 극장 〈검은 옷의 천사〉 (2000년, 닛폰 TV) - 간호사 역
- 스트레이트 뉴스 (2000년, 닛폰 TV) - 하마자키 미나 역
- 쌍방향 모험 활극 〈트레저!〉 (2000년, BS-i) - 요시모토 나나 역
- FACE~낯선 연인~ (2001년, 닛폰 TV) - 오쿠노 마코 역
- 전설의 와니 제이크 〈제이크는 옮겨졌다〉 (2001년, TV 도쿄) - 목격하는 여자 역
- 학교의 괴담·봄의 물괴 스페셜 (2001년 3월 27일, 후지 TV) - 와카즈마 역
- 렛츠 고! 나가타초 (2001년 10월 ~ 12월, 닛폰 TV) - 히로세 스즈코 역
- 꿈의 캘리포니아 (2002년 4월 ~ 6월, TBS) - 오오바 코토미 역
- 하늘에서 내리는 일억 개의 별 (2002년 4월 ~ 6월, 후지 TV) - 미야시타 유키 역
- 연애편차치 〈제3장 그녀가 싫은 그녀〉 (2002년 7월 9일, 후지 TV) - 요시자와 치에 역 (주연)
- 사이코 닥터 제1화 (2002년 10월 9일, 닛폰 TV) - 아사이 토모코 역
- GOOD LUCK!! (2003년 1월 ~ 3월, TBS) - 오가와 아유미 역
- Dr.코토 진료소 (2003년 7월 ~ 9월, 후지 TV) - 호시노 아야카 역 ※삽입곡 담당
- 오렌지 데이즈 (2004년 4월 ~ 6월, TBS) - 하기오 사에 역 (주연)
- Dr.코토 진료소 2004 (2004년 11월 12일 ~ 13일, 후지 TV) - 호시노 아야카 역 ※삽입곡 담당
- Dr.코토 진료소 2006 (2006년 10월 ~ 12월, 후지 TV) - 호시노 아야카 역 ※삽입곡 담당
- 갈릴레오 (2007년 10월 ~ 12월, 후지 TV) - 우츠미 카오루 역 ※〈KOH+〉 명의로 주제가도 담당
- 기묘한 이야기 20주년 스페셜·봄 ~인기 프로그램 경연편~ 〈대사의 신〉 (2010년 4월 4일, 후지 TV)
- 우리 집의 역사 (2010년 4월 9일 ~ 11일, 후지 TV) - 야메 호죠 역 (주연)
- 외교관 쿠로다 코사쿠 (2011년 1월 ~ 3월, 후지 TV) - 오오가키 리카코 역
- 갈릴레오 제2시즌 제1화 (2013년 4월 15일, 후지 TV) - 우츠미 카오루 역 ※〈KOH+〉 명의로 주제가도 담당
- 갈릴레오 XX(더블 엑스) 우츠미 카오루 마지막 사건 가지고 놀다 (2013년 6월 22일, 후지 TV) - 우츠미 카오루 역
- 안도로이도~A.I.Knows LOVE?~ (2013년 10월 ~ 12월, TBS) - 안도 아사히 역
- 노부나가 콘체르토 (2014년 10월 ~ 12월, 후지 TV) - 키쵸 역
- 마루마루 아내 (2015년 1월 ~ 3월, 닛폰 TV) - 히카리 역 (주연)
- ABC 창립 65주년 기념 스페셜 드라마 《얼음 바퀴》 (2016년 11월 5일, ABC·TV 아사히) - 다이몬 마유 역 (주연)
- 대하드라마 여자 성주 나오토라 (2017년 1월 ~ 12월, NHK) - 이이 나오토라 역 (주연)

## 음반

### 싱글
| 순서 | 타이틀                                                                            | 발매일           |
| ---- | --------------------------------------------------------------------------------- | ---------------- |
| 1st  | Trust my feelings                                                                 | 2002년 7월 24일  |
| 2nd  | 月のしずく (RUI 명의) 달의 물방울                                                 | 2003년 1월 15일  |
| 3rd  | 眠レナイ夜ハ眠ラナイ夢ヲ 잠들 수 없는 밤은 잠들지 않는 꿈을                       | 2003년 6월 4일   |
| 4th  | 思い出だけではつらすぎる 추억만으로는 너무 괴로워                                 | 2003년 9월 3일   |
| 5th  | いくつかの空 여러 개의 하늘                                                       | 2004년 1월 14일  |
| 6th  | かたち あるもの 형체가 있는 것                                                    | 2004년 8월 11일  |
| 7th  | Glitter                                                                           | 2005년 2월 16일  |
| 8th  | Sweet Mom                                                                         | 2005년 10월 5일  |
| 9th  | 影 그림자                                                                         | 2006년 2월 15일  |
| 10th | invitation                                                                        | 2006년 8월 9일   |
| 11th | actuality                                                                         | 2006년 12월 6일  |
| 12th | at home                                                                           | 2007년 2월 21일  |
| 13th | ひと恋めぐり 사랑의 순환                                                          | 2007년 3월 28일  |
| 14th | プリズム 프리즘                                                                   | 2007년 5월 30일  |
| 15th | KISSして (KOH+ 명의) KISS해줘                                                     | 2007년 2월 21일  |
| 16th | よくある話 〜喪服の女編〜 자주 있는 이야기 ~상복의 여자 편~                       | 2008년 6월 4일   |
| 17th | 最愛 (KOH+ 명의) 최고의 사랑                                                      | 2008년 10월 1일  |
| 18th | 大切にするよ 소중히 여길게                                                        | 2009년 3월 4일   |
| 19th | ラバソー 〜lover soul〜 러버 소울                                                 | 2009년 9월 16일  |
| 20th | ホントだよ 정말이야                                                               | 2010년 4월 14일  |
| 21st | EUPHORIA                                                                          | 2010년 11월 3일  |
| 22nd | 無形スピリット 무형 스피릿                                                        | 2011년 2월 9일   |
| 23rd | wish                                                                              | 2011년 4월 20일  |
| 24th | Strength                                                                          | 2012년 3월 14일  |
| 25th | ANOTHER:WORLD                                                                     | 2012년 6월 13일  |
| 26th | [[My Perfect Blue/언젠가는\|My Perfect Blue/ゆくゆくは]] My Perfect Blue/언젠가는 | 2012년 10월 31일 |
| 27th | ラブサーチライト 러브서치라이트                                                   | 2014년 4월 16일  |
| 28th | 蒼い星 푸른 별                                                                    | 2014년 8월 27일  |
| 29th | 野性の同盟 야성의 동맹                                                            | 2015년 11월 25일 |

### 오리지널 앨범
| 순서 | 타이틀                        | 발매일           |
| ---- | ----------------------------- | ---------------- |
| 1st  | 蜜 꿀                         | 2004년 2월 11일  |
| 2nd  | ひとりあそび 혼자 놀기        | 2005년 12월 14일 |
| 3rd  | 嬉々♥ 큰 기쁨♥                | 2007년 4월 25일  |
| 4th  | Love Paranoia                 | 2009년 11월 18일 |
| 5th  | CIRCLE CYCLE                  | 2011년 5월 18일  |
| 6th  | リリカル*ワンダー 리리컬*원더 | 2012년 12월 12일 |

### 베스트 앨범
| 순서 | 타이틀                | 발매일          |
| ---- | --------------------- | --------------- |
| 1st  | Single Best           | 2008년 3월 12일 |
| 1st  | The Back Best         | 2008년 3월 12일 |
| 3rd  | Best Special Box      | 2008년 12월 3일 |
| 4th  | Love&Ballad Selection | 2010년 6월 30일 |

### 커버 앨범
| 순서 | 타이틀                     | 발매일          |
| ---- | -------------------------- | --------------- |
| 1st  | こううたう 코우우타우      | 2015년 6월 17일 |
| 2nd  | 続こううたう 속 코우우타우 | 2016년 7월 20일 |

## 서적

### 사진집
- KOU - 시바사키 코우 in GO 사진집 (2001년 10월, 아키타 쇼텐, 편집: 영 챔피언 편집부) ISBN 978-4-253-01075-7
- 0805 (2010년 1월 26일, SDP) ISBN 978-4-903620-70-1
- Ko Shibasaki Live Tour 2015 코우우타우의 전부 (2016년 1월 21일, SDP) ISBN 5-00000-490314-2